# Córtex entorrinal
Córtex entorrinal é a área citoarquiteturalmente bem definida do córtex cerebral multilaminado, imediatamente caudal ao córtex olfatório do uncus. Esta área é a origem do principal sistema fibroso neural aferente para o hipocampo, a chamada via perfurante.